# Iso Jänkkäjärvi
Iso Jänkkäjärvi är en sjö i kommunen Enontekis i landskapet Lappland i Finland. Arean är 48 hektar och strandlinjen är 4,51 kilometer lång. Sjön  ingår i Torne älvs huvudavrinningsområde.   Den ligger omkring 230 kilometer nordväst om Rovaniemi och omkring 910 kilometer norr om Helsingfors. 